# Satoru Oki
Satoru Oki (大木 暁 Oki Satoru?), född 8 december 1992 i Tokyo prefektur, är en japansk fotbollsspelare.
Oki började sin karriär 2015 i Tokyo Verdy. Han spelade 14 ligamatcher för klubben. 2017 flyttade han till AC Nagano Parceiro.